# Natatorium (Film)
Natatorium ist ein Thriller der Regisseurin Helena Stefánsdóttir. Die offizielle Weltpremiere erfolgte im Januar 2024 beim Internationalen Filmfestival Rotterdam.

## Handlung
Die 18-jährige Lilja ist zu einem Vorsprechen für ein Theaterstück in der Stadt und beschließt, bei ihren Großeltern Áróra und Grímur unterzukommen, die sie kaum kennt. Trotz Áróras unheimlicher religiöser Rituale, dem Schrein im Haus und der unerklärlichen Anwesenheit ihres bettlägerigen Onkels Kalli, der völlig abgemagert ist und in einem Schlafzimmer eingesperrt lebt, fühlt sie sich in ihrer bürgerlichen Villa zu Hause. Lilja besteht ihr Vorsprechen und beschließt, ihren Aufenthalt bei ihren Großeltern zu verlängern, ohne auf die Warnung ihrer Tante Vala zu hören. Als Lilja im Keller des Hauses einen Swimmingpool entdeckt, in dem ihre Großmutter badet, will erst niemand über diesen reden.

## Produktion

### Regie, Drehbuch und Filmtitel
Regie führte Helena Stefánsdóttir, die auch das Drehbuch schrieb. Es handelt sich bei Natatorium um das Regiedebüt der Isländerin bei einem Spielfilm. Sie beendete die Arbeiten an dem Drehbuch im Jahr 2018. Diesem diente Helena Stefánsdóttirs Kurzfilm als Grundlage, in dem zwei Halbgeschwister eine Art sexuelle Beziehung führen. Um diese herum begann sie für Natatorium eine Familie aufzubauen. Die Regisseurin hat selbst einen Halbbruder, in den sie sich verliebte als sie noch zur Schule ging. Es sei in Island äußerst wichtig zu wissen, ob man Geschwister hat, so Helena Stefánsdóttir.
Bei dem titelgebenden Natatorium handelt es sich um die Bezeichnung für ein meist im Freien gelegenes, größeres Schwimmbecken in der römischen Antike. Im Film entdeckt Lilja ein solches im Keller des Hauses ihrer Großeltern.

### Besetzung, Szenenbild und Dreharbeiten
Die Nachwuchsschauspielerin Ilmur María Arnarsdóttir spielt die 18-jährige Lilja. Es handelt sich um ihre erste Filmrolle. Sie ist die Tochter von Casting Director Sara Rut Arnardóttir und studiert Schauspiel im Vereinigten Königreich. Elín Petersdóttir und Valur Freyr Einarsson spielen ihre Großeltern Áróra und Grímur und Stefania Berndsen ihre Tante Vala. Stormur Jón Kormákur spielt Liljas Freund Davi∂ und Arnar Dan Kristjánsson ihren Vater Magnús, genannt Maggi, der mit seiner neuen Partnerin auf einer Insel lebt. Jónas Alfreð Birkisson spielt dessen Bruder und Valas Zwilling Kalli, der eigentlich eine Apotheke betreibt und pflanzliche Arzneimittel verkauft, nun aber sein Leben im Schlafzimmer seines Elternhauses fristet.
Das Szenenbild im Studio gestaltete Snorri Freyr Hilmarsson, die zuvor unter anderem für Filme wie den Mystery-Thriller Lamb von Valdimar Jóhannsson und die Filmkomödie Gegen den Strom von Benedikt Erlingsson tätig war. Als Kamerafrau fungierte Kerttu Hakkarainen.

### Filmmusik und Veröffentlichung
Die Filmmusik steuerte der dänische Komponist Jacob Groth bei. Er arbeitete zuvor für Filme wie Worlds Apart und Verblendung und eine Vielzahl von Fernsehserien. Anfang April 2024 veröffentlichte Naxos fünf Musikstücke zum Film im Extended Play als Download.
Die offizielle Weltpremiere des Films fand am 28. Januar 2024 beim Internationalen Filmfestival Rotterdam statt. Im März 2024 wurde er beim South by Southwest Film Festival und beim Vilnius International Film Festival gezeigt. Ende Juni 2024 wurde Natatorium beim Filmfest München vorgestellt. Im Januar 2025 wird der Film beim Tromsø International Film Festival gezeigt.

## Auszeichnungen
Cleveland International Film Festival 2024
- Nominierung als Bester Spielfilm im International Narrative Competition[9]